# Charles-Édouard Racine
Charles-Édouard Racine, né le 30 janvier 1951 à Genève, est un écrivain et enseignant vaudois.

## Biographie
Originaire de Genève et de La Chaux-de-Fonds, Charles-Édouard Racine entreprend des études de lettres. Il enseigne ensuite au Gymnase du Bugnon, puis au Gymnase Auguste Piccard, à Lausanne. 
Son premier roman, Les nains bleus (1990), écrit à L'Abergement, un village du pied du massif du Jura, retrace la vie dans une pension située dans les Alpes suisses. Il est suivi par deux autres romans : Hôtel Majestic (1996) et Jean d'en haut (1998).
En 1997, Charles-Édouard Racine écrit un essai de nature pamphlétaire intitulé L'imposture ou la fausse monnaie dans lequel il s'attaque à la réputation qu'il juge surfaite de Jacques Chessex,. Celui-ci répond à l'attaque avec le pamphlet Avez-vous déjà giflé un rat? (1997).
Il publie un nouvel ouvrage en 2023, intitulé La délivrance.

## Publications
- Les nains bleus, Bernard Campiche Éditeur, Orbe, 1990.
- Hôtel Majestic, Lézardes 1996.
- L'imposture ou la fausse monnaie, Éditions Antipodes, Lausanne, 1997.
- Jean d'Enhaut, Éditions Antipodes, Lausanne, 1998.
- La délivrance, Éditions d'En bas, Lausanne, 2023.
- L'Architecte, Éditions d'En bas, Lausanne, 2024.

## Sources
- « Charles-Édouard Racine », sur la base de données des personnalités vaudoises sur la plateforme « Patrinum » de la Bibliothèque cantonale et universitaire de Lausanne.
- A. Nicollier, H.-Ch. Dahlem, Dictionnaire des écrivains suisses d'expression française, Éditions GVA 1994, vol. 2, p. 708.
- Histoire de la littérature en Suisse romande, sous la dir. de R. Francillon, Éditions Zoé 2015, vol. 4, p. 452.
- H.-Ch. Dahlem, Sur les pas d'un lecteur heureux, guide littéraire de la Suisse, Éditions de l'Aire, 1996, p. 483
- A.-L. Delacrétaz, D. Maggetti, Écrivaines et écrivains d'aujourd'hui, Verlag Sauerländer 2002, p. 318.